# Achaenops sericinus
Achaenops sericinus es un coleóptero de la familia Chrysomelidae.
Fue descrita científicamente por primera vez en 1857 por Suffrian.